# Circobotys plebeia
Circobotys plebeia là một loài bướm đêm trong họ Crambidae.